# Faisà d'Elliot
El faisà d'Elliot (Syrmaticus ellioti) és una espècie d'ocell de la família dels fasiànids (Phasianidae) que habita la selva i boscos de bambú de les muntanyes de l'est de la Xina.